# Toshiya Ishii
Toshiya Ishii (石井 俊也?, Ishii Toshiya; Prefettura di Shizuoka, 19 gennaio 1978) è un ex calciatore giapponese, di ruolo centrocampista.